# 粉红腹岭雀
粉红腹岭雀（学名：Leucosticte arctoa）为雀科岭雀属的鸟类。分布于俄罗斯、千岛群岛、日本、朝鲜半岛、北美以及中国大陆的黑龙江、内蒙古、东北、河北等地，多见于海拔2700m 以上的高山岩壁、石砾堆、高山盆地、丛林高地、沿海砂地港口及灌木丛中。该物种的模式产地在阿尔泰山脉。

## 亚种
粉红腹岭雀包括以下亚种
- 粉红腹岭雀指名亚种（学名：Leucosticte arctoa arctoa）。分布于阿尔泰山、西伯利亚、蒙古以及中国大陆的新疆等地。该物种的模式产地在西伯利亚。[4]
- 粉红腹岭雀东北亚种（学名：Leucosticte arctoa brunneonucha）。分布于西伯利亚至勘察加半岛、千岛群岛、乌苏里、日本以及中国大陆的东北、内蒙古、河北等地。该物种的模式产地在勘察加。[5]
- Leucosticte arctoa cognata (Madarasz, 1909)
- Leucosticte arctoa gigliolii (Salvadori, 1869)
- Leucosticte arctoa sushkini (Stegmann, 1932)